# شون مكمان
شون مكمان (بالإنجليزية: Sean McMahon) هو لاعب اتحاد الرغبي أسترالي، ولد في 18 يونيو 1994 في بريزبان في أستراليا.

## وصلات خارجية
- شون مكمان على موقع سلسلة سباعيات الرغبي العالمية - رجال (الإنجليزية)
- شون مكمان عل موقع إسبنسكروم (الإنجليزية)
- شون مكمان على موقع ItsRugby.co.uk (الإنجليزية)
- شون مكمان على موقع اتحاد ألعاب الكومنولث (مؤرشف) (الإنجليزية)